# Caragoudes
Caragoudes (okzitanisch: Caragodas) ist eine französische Gemeinde mit 239 Einwohnern (Stand: 1. Januar 2022) im Département Haute-Garonne in der Region Okzitanien (vor 2016 Midi-Pyrénées). Sie gehört zum Arrondissement Toulouse und zum Kanton Revel. Die Einwohner werden Caragoudais genannt.

## Lage
Caragoudes liegt in der Kulturlandschaft des Lauragais an der Saune, etwa 25 Kilometer südöstlich von Toulouse. Umgeben wird Caragoudes von den Nachbargemeinden Maureville im Norden, Caraman im Nordosten, Ségreville im Osten und Südosten, Toutens im Südosten, Saint-Germier im Süden, Mourvilles-Basses im Südwesten und Westen sowie Tarabel im Nordwesten.

## Bevölkerungsentwicklung
| Jahr                       | 1962 | 1968 | 1975 | 1982 | 1990 | 1999 | 2006 | 2013 | 2020 |
| Einwohner                  | 189  | 159  | 138  | 152  | 166  | 213  | 239  | 227  | 231  |
| Quellen: Cassini und INSEE |      |      |      |      |      |      |      |      |      |

## Sehenswürdigkeiten
- Windmühle von La Pailasse (Monument historique), erbaut Anfang des 17. Jahrhunderts
- Château de Sauné, Schloss aus dem 18. Jahrhundert

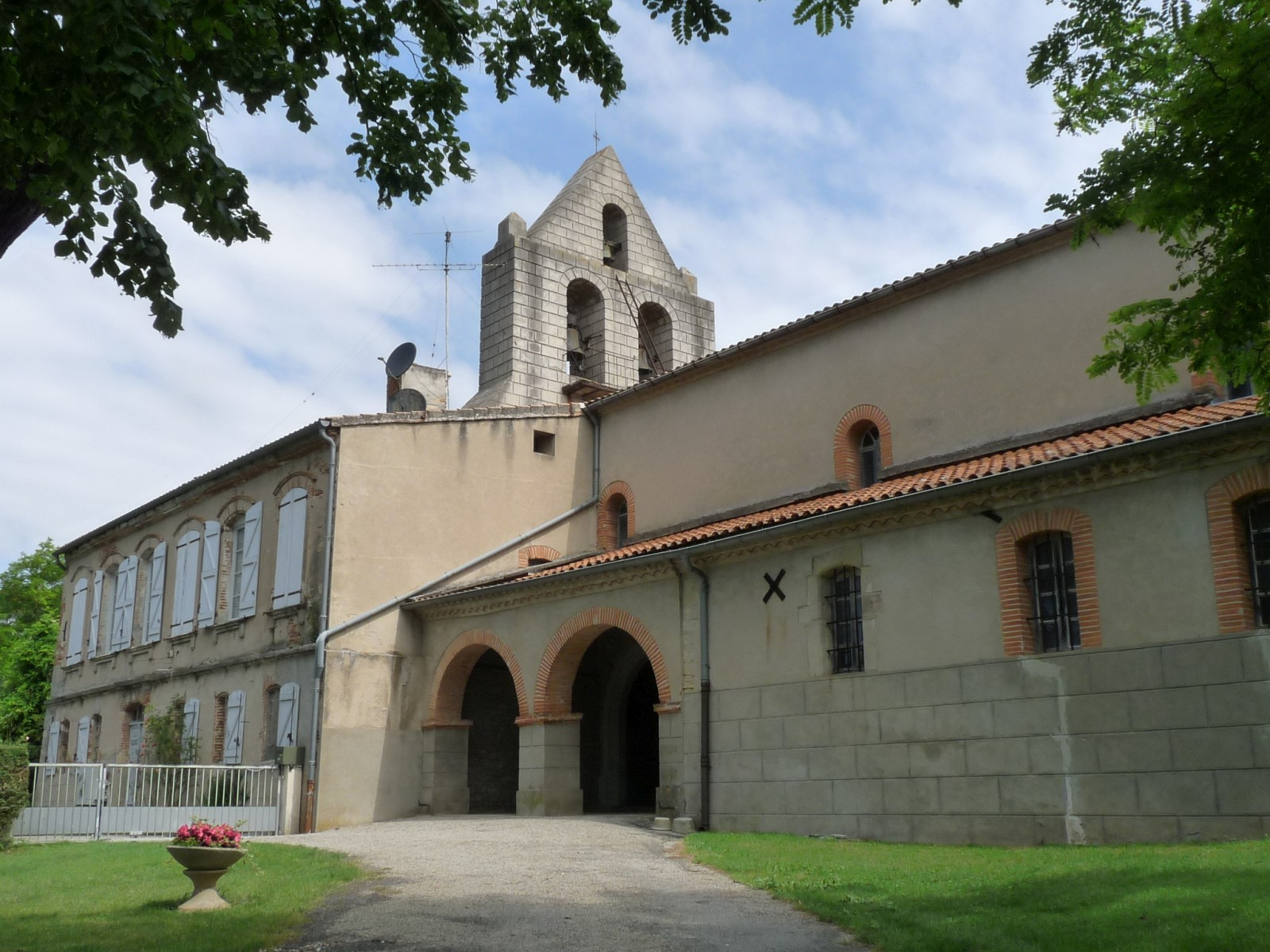
Kirche Saint-Loup
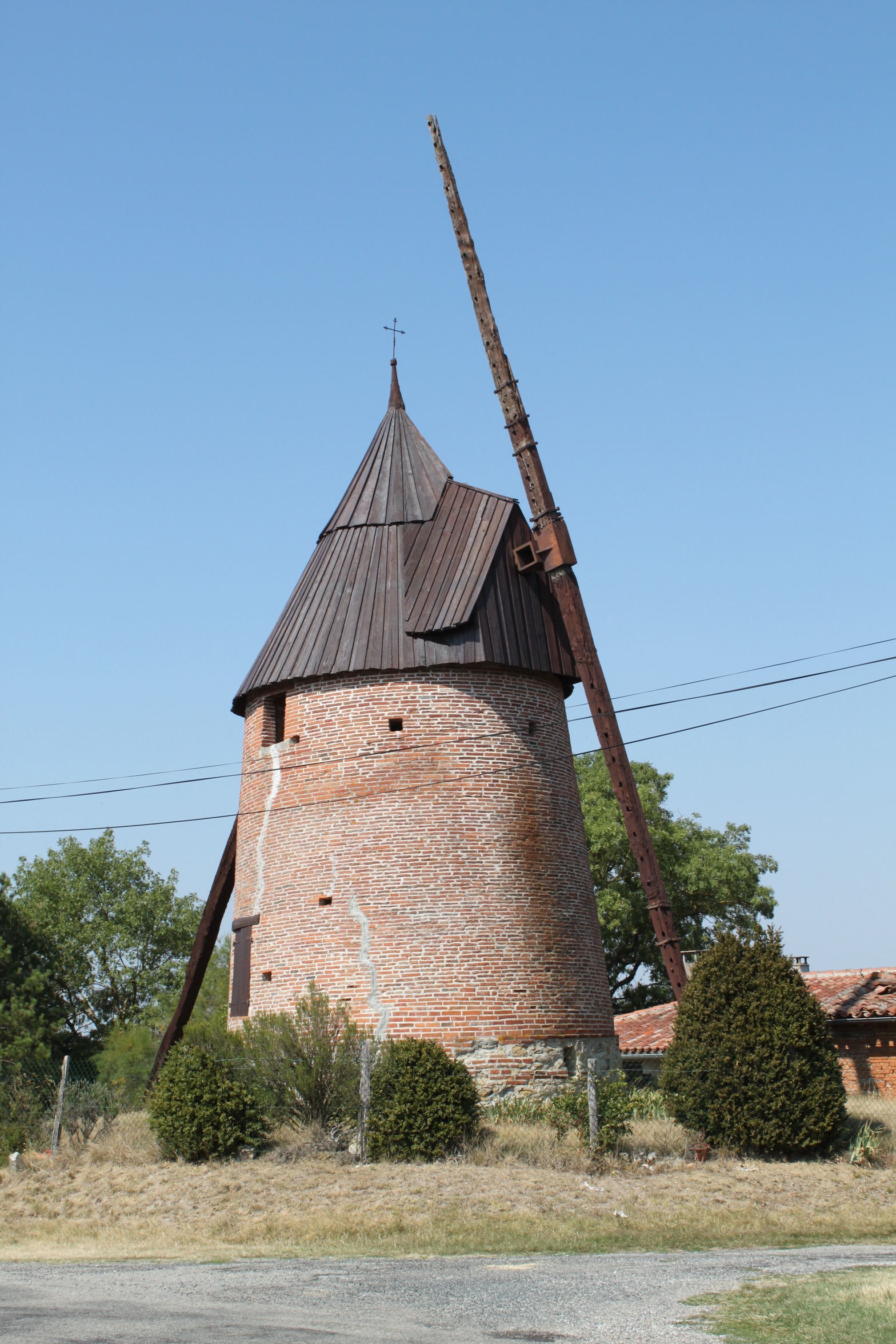
Windmühle von La Pailasse
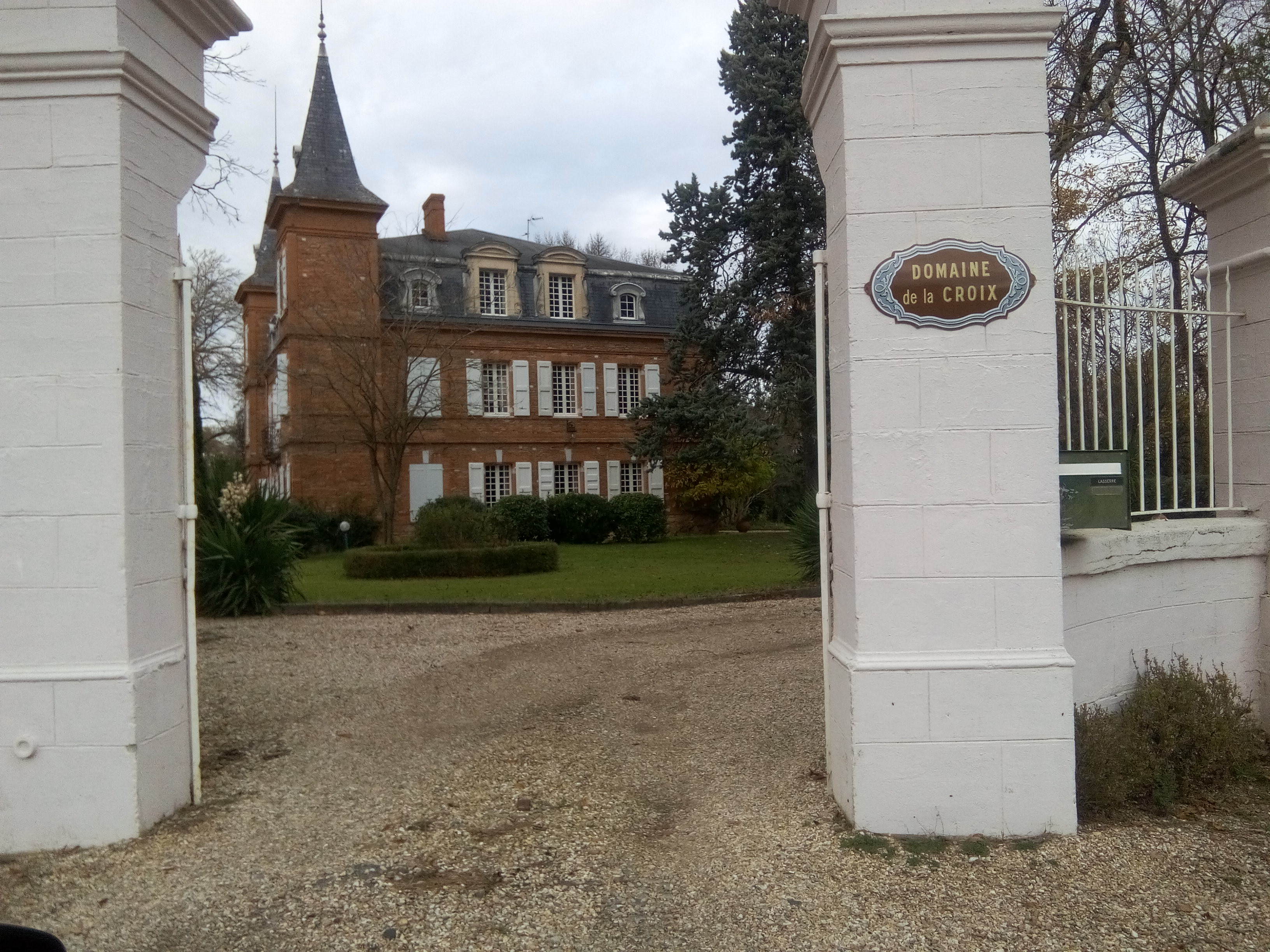
Château de la Croix

- Kirche Saint-Loup
- Windmühle von La Pailasse
- Château de la Croix